# Mainstream (album)
Pour l’article homonyme, voir Mainstream.
Albums de Lloyd Cole and the Commotions
Easy Pieces
(1985) 1984-1989
(1989)
Singles
1. My Bag
Sortie : 21 septembre 1987
2. Jennifer She Said
Sortie : 28 décembre 1987
3. From the Hip
Sortie : 11 avril 1988

Mainstream est le troisième et dernier album studio du groupe britannique Lloyd Cole and the Commotions, sorti le 26 octobre 1987.
L'album est un succès commercial, et comme les deux précédents, il est certifié disque d'or au Royaume-Uni. Le groupe se séparera cependant en 1989.
Mainstream a produit trois singles : My Bag, Jennifer She Said et From the Hip.

## Liste des titres
Toutes les chansons sont écrites et composées par Lloyd Cole and The Commotions sauf mention.
| No  | Titre                             | Auteur                                                                                 | Durée |
| --- | --------------------------------- | -------------------------------------------------------------------------------------- | ----- |
| 1.  | My Bag                            |                                                                                        | 3:56  |
| 2.  | From the Hip                      | - Neil Clark - Lloyd Cole - Blair Cowan - Lawrence Donegan - Stephen Irvine - McKillop | 3:57  |
| 3.  | 29                                |                                                                                        | 5:28  |
| 4.  | Mainstream                        |                                                                                        | 3:14  |
| 5.  | Jennifer She Said                 |                                                                                        | 3:02  |
| 6.  | Mr. Malcontent                    |                                                                                        | 4:49  |
| 7.  | Sean Penn Blues                   |                                                                                        | 3:28  |
| 8.  | Big Snake (duo avec Tracey Thorn) | - Cole - Ian Stanley                                                                   | 5:16  |
| 9.  | Hey Rusty                         |                                                                                        | 4:30  |
| 10. | These Days                        |                                                                                        | 2:27  |

## Musiciens
- Neil Clark : guitare
- Lloyd Cole : chant, guitare
- Blair Cowan : claviers
- Lawrence Donegan : basse
- Stephen Irvine : batterie

Musiciens additionnels
- Jon Hassell : trompette sur Big Snake
- Nicky Holland : chœurs sur 29
- Tony Jackson et John Sloman : chœurs sur Mainstream
- Fraser Speirs : harmonica sur Sean Penn Blues
- Tracey Thorn : chant sur Big Snake
- Tommy Willis : lap steel guitar sur 29

## Classements hebdomadaires
| Classement (1987-1988)        | Meilleure place |
| ----------------------------- | --------------- |
| Australie (Kent Music Report) | 54              |
| Nouvelle-Zélande (RIANZ)      | 37              |
| Royaume-Uni (UK Album Chart)  | 9               |
| Suède (Sverigetopplistan)     | 31              |

## Certification
| Pays              | Certification | Unités certifiées |
| ----------------- | ------------- | ----------------- |
| Royaume-Uni (BPI) | Or            | 100 000           |